# ザ・スポーツ (テレビ東京)
『ザ・スポーツ』は、テレビ東京が東京12チャンネル時代から放送していたスポーツ中継番組である。

## 概要
1968年ごろに『サンデー・スポーツアワー』と題して放送開始。後に『ザ・スポーツ○○』（○○箇所には西暦が入る）と改題された。日曜14時00分から15時30分（年度により16時）まで放送。
メガTONネットワーク（現・TXN）でのネットが行われていたほか、テレビ大阪とテレビ愛知の開局前には近畿放送（現・京都放送＝KBS京都）、サンテレビ、岐阜放送でも放送された。またテレビ新広島（フジテレビ系列）も開局当初に同時ネットしていた。
本番組は、日本国内で行われるスポーツイベントの模様をプロ・アマを問わずに生中継（原則）していた。まれに全米大学体育協会 (NCAA) の学生バスケットボールなどを取り上げることがあった。

## テーマ曲
- パープル・ページェント・マーチ（番組開始時から1982年ごろ[いつ?]）
- Lets TRY 0012 （テレビ東京オリジナルスポーツテーマ。1983年ごろ[いつ?]から番組終了まで）

## 取り上げた競技
- プロ野球（主にロッテオリオンズの主管試合。まれに対読売ジャイアンツ戦以外のセ・リーグのカードも放送）
- 東京六大学野球連盟
- 日本サッカーリーグ
- バスケットボール日本リーグ
- 日本アイスホッケーリーグ
- 日本バレーボールリーグ
- 隅田川早慶レガッタ
- プロボクシングタイトルマッチなど多数

## 備考
- プロ野球、日本サッカーリーグ、日本バレーボールリーグ、バスケットボール日本リーグはシーズン中頻繁取り上げた。
- プロ野球の試合（主にロッテ主管試合だが、まれに日本ハムファイターズ戦も）は、当時日曜日にはダブルヘッダーで開催されていたこともあり、この枠以外にも当時単発枠だった12:30 - 14:00や16:00 （または16:30） - 18:00の時間帯に放送されることがあった。ベースボールLive参照。